# Експо-70 (стадіон)
Меморіальний стадіон Експо '70 (яп. 万博記念競技場, Banpaku Kinen Kyōgi-jō), також відомий як «Стадіон Експо '70 в Осаці» - легкоатлетичний стадіон, розташований у Парку Експо, на місці проведення Експо '70, у місті Суйта, префектура Осака, Японія. Він вміщує близько 21 000 глядачів.
Стадіон був домашнім полем клубу Джей-ліги «Гамба Осака» з 1993 по 2015 рік, доки клуб не переїхав на футбольний стадіон Суйта. Стадіон продовжує використовуватися як місцевий центр легкої атлетики, регбі та як домашня арена для команди «Гамба Осака» віком до 23 років у лізі J3.

## Місцезнаходження
Примерно в одной минуте ходьбы от станции Koen-higashiguchi линии Osaka Monorail Saito Line.